# HMS Saracen (P247)
Pour les autres navires du même nom, voir HMS Saracen.
Le HMS Saracen (numéro de coque P247) est un sous-marin de la troisième série d'unités de la classe S, construit pour la Royal Navy pendant la Seconde Guerre mondiale par Cammell Laird Shipyard à Birkenhead en Angleterre.

## Conception et description

Schéma d'un sous-marin de classe S.

Les sous-marins de la classe S ont été conçus pour patrouiller dans les eaux resserrées de la mer du Nord et de la mer Méditerranée. Les sous-marins de la troisième série de cette classe étaient légèrement plus grands et améliorés par rapport à la série précédente. Ces sous-marins avaient une longueur hors tout de 66,1 mètres, une largeur de 7,2 m et un tirant d'eau de 4,5 m. Leur déplacement était de 865 tonnes en surface et 990 tonnes en immersion. Les sous-marins de la classe S avaient un équipage de 48 officiers et matelots. Ils pouvaient plonger jusqu'à la profondeur de 90 m.
Pour la navigation en surface, ces navires étaient propulsés par deux moteurs Diesel de 950 ch (708 kW), chacun entraînant un arbre et une hélice distincte. En immersion, les hélices étaient entraînées par un moteur électrique de 650 ch (485 kW). Ils pouvaient atteindre 15 nœuds (28 km/h) en surface et 10 nœuds (19 km/h) en plongée. Les sous-marins de la troisième série avaient une autonomie en surface de 6 000 milles marins (11 000 km) à 10 nœuds (19 km/h), et en plongée de 120 milles (220 km) à 3 nœuds (5,6 km/h).
Ces navires étaient armés de sept tubes lance-torpilles de 21 pouces (533 mm). Une demi-douzaine de ces tubes étaient à l'avant, et il y avait un tube externe à l'arrière. Ils transportaient six torpilles de rechange pour les tubes d'étrave, et un total de treize torpilles. Douze mines pouvaient être transportées à la place des torpilles stockées à l’intérieur. Ils étaient également armés d'un canon de pont de 3 pouces (76 mm). Les navires du troisième groupe de la classe S étaient équipés d’un système ASDIC de type 129AR ou 138 et d'un radar d'alerte précoce de type 291 ou 291 W.

## Construction et carrière
Commandé le 23 janvier 1940 dans le cadre du programme de construction de 1939, le HMS Saracen est mis sur cale aux chantiers navals Cammell Laird Shipyard à Birkenhead en Angleterre le 16 juillet 1940, lancé le 16 février 1942. Le 24 juin 1942, le Saracen, sous le commandement du lieutenant M.G.R. Lumby, quitte les chantiers navals pour se rendre à Holy Loch, où il est mis en service dans la Royal Navy trois jours plus tard le 27 juin 1942.
Au cours du mois suivant, le Saracen effectue des exercices d'entraînement, puis  quitte le port pour sa première patrouille de guerre, au large de la Norvège, le 29 juillet 1942. Après seulement cinq jours en mer le 3 août, le sous-marin torpille et coule le sous-marin (U-Boot) allemand U-335 en mer du Nord, au nord-est des îles Féroé,. Un seul des 44 membres de l'équipage du sous-marin a été sauvé, tandis qu'un deuxième marin a refusé le sauvetage et s'est noyé. Le U-335 effectuait également sa première patrouille. Le premier lieutenant du Saracen, Edward Preston Young, est mentionné dans les dépêches pour sa participation à l'action. Le Saracen termine sa patrouille à Lerwick le 9 août, puis est transféré à Holy Loch, où il arrive le 11.
Le 31 août, le Saracen reçoit l'ordre de mener une patrouille spéciale au large du cap Finisterre, en Espagne, afin d'intercepter un éventuel forceur de blocus allemand. N'ayant rien vu, le sous-marin reçoit l'ordre de poursuivre sa route vers Gibraltar, où il arrive le 4 septembre. Après des exercices au large de Gibraltar, le Saracen effectue une patrouille dans la mer d'Alboran du 17 au 27 septembre, mais ne voit pas de cibles potentielles.

### Malte
Le Saracen est affecté à la 10e flottille de sous-marins britanniques à Malte, et s'embarque pour son nouveau port d'attache le 9 octobre 1942. Le jour suivant, il aperçoit le sous-marin allemand U-605 qui faisait surface et lui lance six torpilles, mais le sous-marin repère les traces de torpilles et passe entre les deux. Le sous-marin britannique remonte alors à la surface pour utiliser son canon de pont, mais son adversaire plonge après que trois coups seulement aient été tirés, et le Saracen plonge également. Une heure et demie plus tard, le Saracen refait surface pour signaler la présence du sous-marin ennemi et est repéré par le U-605 qui est resté dans la zone. Le U-605 tire quatre torpilles sur le sous-marin britannique, mais il le rate également. Les torpilles n'ont pas été remarquées à bord du sous-marin britannique, qui reçoit alors l'ordre de quitter la zone pour permettre aux navires de surface de chasser le U-605. Après avoir dépensé la moitié de ses torpilles, le Saracen retourne à Gibraltar pour en charger de nouvelles, puis part pour Malte sur une route différente à la suite du naufrage du sous-marin HMS Talisman sur la route QBB.255. Le sous-marin arrive sain et sauf à Malte le 19 octobre.
Du 21 au 24 octobre, le Saracen effectue une patrouille entre les îles Kerkennah et l'archipel de Kuriat, plus au nord. Il ne voit aucun navire lors de cette patrouille et rentre au port au bout de trois jours.

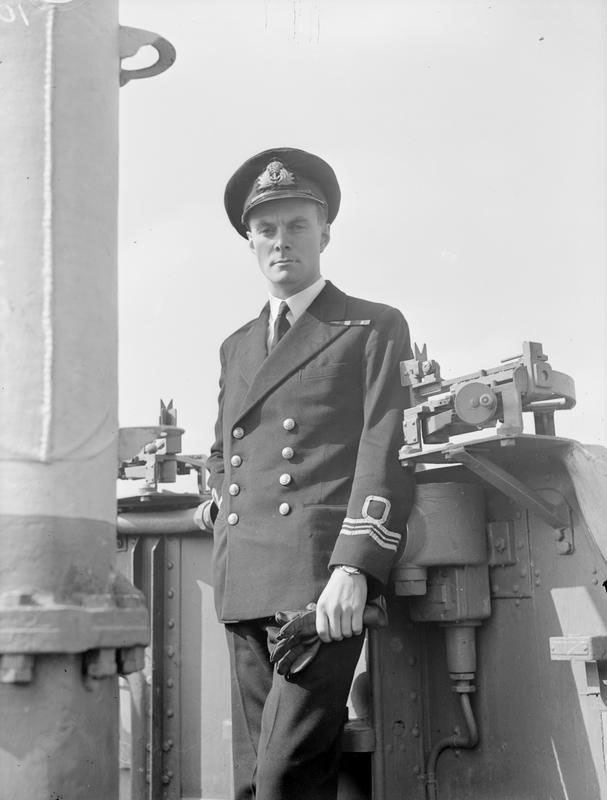
Premier Lieutenant du Saracen en 1942, Edward Preston Young

Le 3 novembre 1942, le Saracen et ses navires-jumeaux (sister-ships) Safari et Sahib quittent Malte pour une patrouille au large de l'Afrique du Nord afin de couvrir les débarquements alliés en Afrique du Nord (Opération Torch). En route vers la zone de patrouille, le sous-marin est attaqué par des chasseurs-bombardiers allemands Messerschmitt Bf 109, dont l'émetteur sans fil est légèrement endommagé. Initialement ordonné pour patrouiller au large de Partinico, en Sicile, les ordres du Saracen sont modifiés pour opérer dans le détroit de Sicile, entre la Tunisie et la Sicile. Le 9 novembre 1942, il torpille et coule le sous-marin Granito de classe Acciaio à environ 40 milles nautiques (74 km) au nord-ouest de Partinico, en Sicile; le Granito coule à tout va, avec un total de 46 hommes. Après le naufrage, le lieutenant Young reçoit la Distinguished Service Cross (DSC) pour son rôle dans l'action,. Une semaine plus tard, le Saracen lance trois torpilles sur le navire marchand allemand Menes dans le golfe de Tunis, mais elles le manquent, et le sous-marin rentre à Malte le 24 novembre.
Le 7 décembre 1942, le Saracen quitte à nouveau Malte, avec l'ordre de patrouiller au large de Naples, en Italie, puis plus tard, dans l'est de la Tunisie. Le 17 décembre, il manque le transport allemand Ankara avec quatre torpilles au nord de Bizerte, en Tunisie. Le 22 décembre, le Saracen aperçoit à deux reprises le sous-marin italien Argento, mais ne parvient pas à se placer dans une position d'attaque appropriée. Le Argento aperçoit également le sous-marin britannique, mais ne l'attaque pas car il pense qu'il s'agit de son frère, le sous-marin italien Corallo. Le Saracen termine sa patrouille à Noël 1942 à Alger, où il rejoint la 8e flottille de sous-marins.

### Alger
Le 10 janvier 1943, le Saracen quitte Alger pour sa septième patrouille de guerre, près de Naples, dans la mer Tyrrhénienne. A environ 30 milles nautiques (56 km) au sud de l'île de Capri, le sous-marin coule le patrouilleur italien Maria Angeletta sous les tirs du 20 janvier. Les 22 et 23 janvier, le Saracen manque un petit pétrolier et un navire non identifié avec quatre torpilles chacun, puis retourne à Alger le 27.

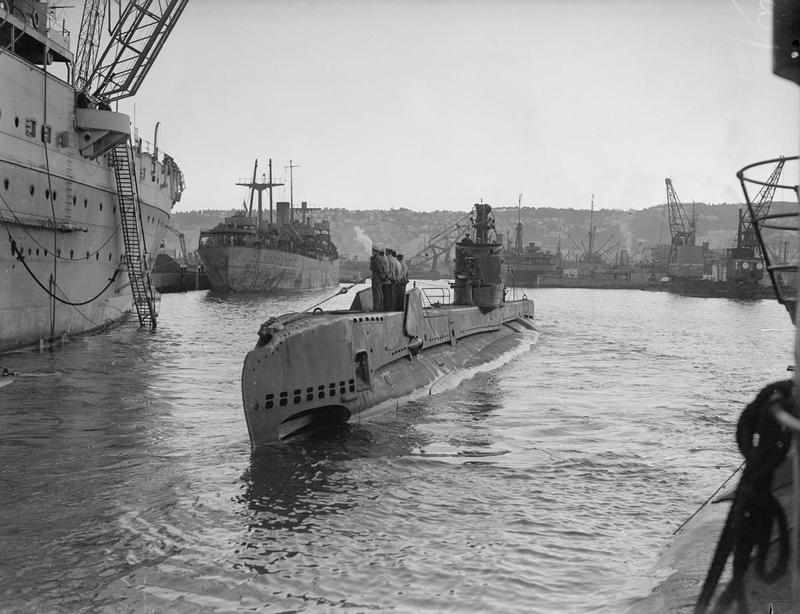
Le Saracen à Alger, le 7 février

Le Saracen commence une autre patrouille dans le golfe de Gênes le 7 février. Au petit matin du 11 février, le sous-marin débarque trois hommes à Cupabia, au sud d'Ajaccio, en Corse. Le lendemain, il coule sous son artillerie de pont des remorqueurs français de Vichy, le Provinçale II et le Marseillaise V, au large de la Pointe des Sardinaux, dans le sud de la France. Le 15 février, le Saracen, jusqu'alors appelé HMS P247, a été officiellement baptisé Saracen, puis plus tard dans la journée, il torpille et endommage le pétrolier allemand Marguerite Finaly. Le 19 février, le Saracen fait surface et tire avec son canon de pont sur un petit chantier naval à Cervo, en Italie. Deux navires en construction sont endommagés avant que le sous-marin ne soit obligé de plonger à cause du feu des batteries côtières. Le Saracen rentre à Alger le 22 février.
Le 25 février 1943, le Saracenpart pour Malte, puis quitte Malte le 16 mars pour effectuer une patrouille au nord de la Sicile. Deux jours plus tard, il aperçoit deux péniches de débarquement allemandes, mais ne les attaque pas en raison de leur faible tirant d'eau, qui aurait fait passer des torpilles sous les péniches. Le 20 mars, le Saracen aperçoit un convoi italien composé de deux navires marchands, quatre destroyers et seize avions, mais il est détecté par le sonar d'un des navires d'escorte, qui déjoue l'attaque. Le 1er avril, le sous-marin rentre à Alger et termine sa patrouille.
Le Saracen quitte le port de nouveau le 13 mars pour effectuer une patrouille dans le golfe de Gênes. Le 19 avril, il aperçoit un convoi italien et coule le paquebot italien Francesco Crispi avec six torpilles au large de l'île d'Elbe. Le Francesco Crispi transportait 1 085 soldats à Bastia, et le Saracen est attaqué avec des grenades sous-marines par les navires d'escorte, mais n'est pas endommagé. Le sous-marin a ensuite torpillé et coulé le marchand italien Tagliamento trois jours plus tard, à 35 milles nautiques (65 km) au sud de l'île de Pianosa, en Italie ; selon le journal de bord du Saracen, "une feuille de flamme orange est montée à des centaines de pieds dans les airs et des débris brûlants ont fait des ravages dans toutes les directions. Alors que le Saracen plongeait, le pont du navire marchand a volé au-dessus de lui". Le bateau a terminé sa patrouille à Alger le 27 avril.
Entre le 9 et le 25 mai, le Saracen effectue une patrouille au nord-est de la Sardaigne, mais ne voit aucun navire.
Le 27 juin, le sous-marin quitte Alger pour patrouiller à l'est de la Corse et couvrir le débarquement des Alliés en Sicile. Peu après avoir quitté le port, le Saracen est repéré et identifié par le sous-marin allemand U-593, mais le sous-marin avait reçu l'ordre de ne pas attaquer les sous-marins dans la zone et de laisser le Saracen repartir indemne. Après minuit le 2 juillet, le Saracen débarque six hommes au large du cap Palmeri, en Sardaigne, puis torpille et coule le navire marchand italien Tripoli à 15 milles nautiques (28 km) au sud de Capraia, en Italie, le 6 juillet. Quatre jours plus tard, le sous-marin est détecté avec l'ASDIC par un destroyer italien à 15 milles nautiques (28 km) à l'est de Bastia, qui lui largue 27 grenades anti-sous-marines, causant des dégâts considérables à bord du Saracen. Le lendemain, le sous-marin torpille et coule le navire marchand allemand Tell et est à nouveau attaqué avec des grenades anti-sous-marines, causant davantage de dégâts. Le Saracen revient à Alger le 21 juillet.

### Dernière patrouille et naufrage
Après des réparations à Alger, le Saracen saborde le navire de munitions échoué SS Fort La Montee avec son canon de pont, puis commence une patrouille, toujours à l'est de la Corse, le 7 août; ce sera sa dernière. Peu après minuit le 13 août, le Saracen est détecté au sonar par la corvette italienne Minerva de classe Gabbino; la corvette largue six modèles de grenades sous-marines pour un total de 40. Le Saracen tente d'abord de s'échapper en plongeant profondément, mais à une profondeur de 220 mètres (720 pieds), plusieurs grenades sous-marines ont explosé près de Saracen, provoquant des fuites dans sa coque pressurisée. Le Saracen est forcé de faire surface et essuie les tirs des canons de surface du Minerva et de son navire-jumeau; le Euterpe. L'équipage du Saracen abandonne le navire et le sous-marin est sabordé pour empêcher sa capture par les Italiens,. 46 membres d'équipage sont récupérés, 20 par le Euterpe et 26 par le Minerva ; deux matelots disparaissent.
Ironiquement, le Saracen est coulé peu après minuit un vendredi 13, et cette patrouille était également la 13e du Saracen.
En 2015, son épave a été découverte et photographiée à une profondeur de 430 m au large de la Corse à la position géographique de 42° 45′ N, 9° 30′ E.

## Palmarès
Au cours de son service dans la Royal Navy, le Saracen a coulé 7 navires pour un total de 16 039 tonneaux de jauge brute ainsi qu'un sous-marin allemand et un sous-marin italien.
| Date            | Nom du navire    | Tonnage | Nationalité      | Destin et position                        |
| --------------- | ---------------- | ------- | ---------------- | ----------------------------------------- |
| 3 août 1942     | U-335            | -       | Allemagne nazie  | Torpillé et coulé au 62° 48′ N, 0° 12′ O  |
| 9 novembre 1942 | Granito          | -       | Royaume d'Italie | Torpillé et coulé au 38° 34′ N, 12° 09′ E |
| 20 janvier 1943 | Maria Angeletta  | 214     | Royaume d'Italie | Coulé au canon au 40° 14′ N, 14° 10′ E    |
| 12 février 1943 | Provinçale II    | 124     | Régime de Vichy  | Coulé au canon au 43° 20′ N, 6° 48′ E     |
| 12 février 1943 | Marseillaise V   | 138     | Régime de Vichy  | Coulé au canon au 43° 20′ N, 6° 48′ E     |
| 19 avril 1943   | Francesco Crispi | 7 600   | Royaume d'Italie | Torpillé et coulé au 42° 46′ N, 9° 42′ E  |
| 22 avril 1943   | Tagliamento      | 5 448   | Royaume d'Italie | Torpillé et coulé au 42° 03′ N, 9° 48′ E  |
| 6 juillet 1943  | Tripoli          | 1 166   | Royaume d'Italie | Torpillé et coulé au 42° 45′ N, 9° 51′ E  |
| 11 juillet 1943 | Tell             | 1 349   | Allemagne nazie  | Torpillé et coulé au 42° 45′ N, 9° 51′ E  |

## Commandants
- Lieutenant (Lt.) Michael Geoffrey Rawson Lumby (RN) du 21 avril 1942 au 14 août 1943.

Notes: RN = Royal Navy